# Brachypelma boehmei
Espèce
Statut CITES
Brachypelma boehmei est une espèce d'araignées mygalomorphes de la famille des Theraphosidae.

## Distribution

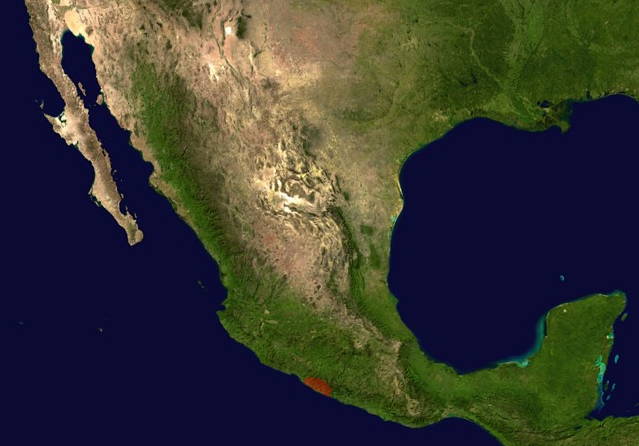
Distribution

Cette espèce est endémique du Mexique. Elle se rencontre au Michoacán et au Guerrero.

## Description

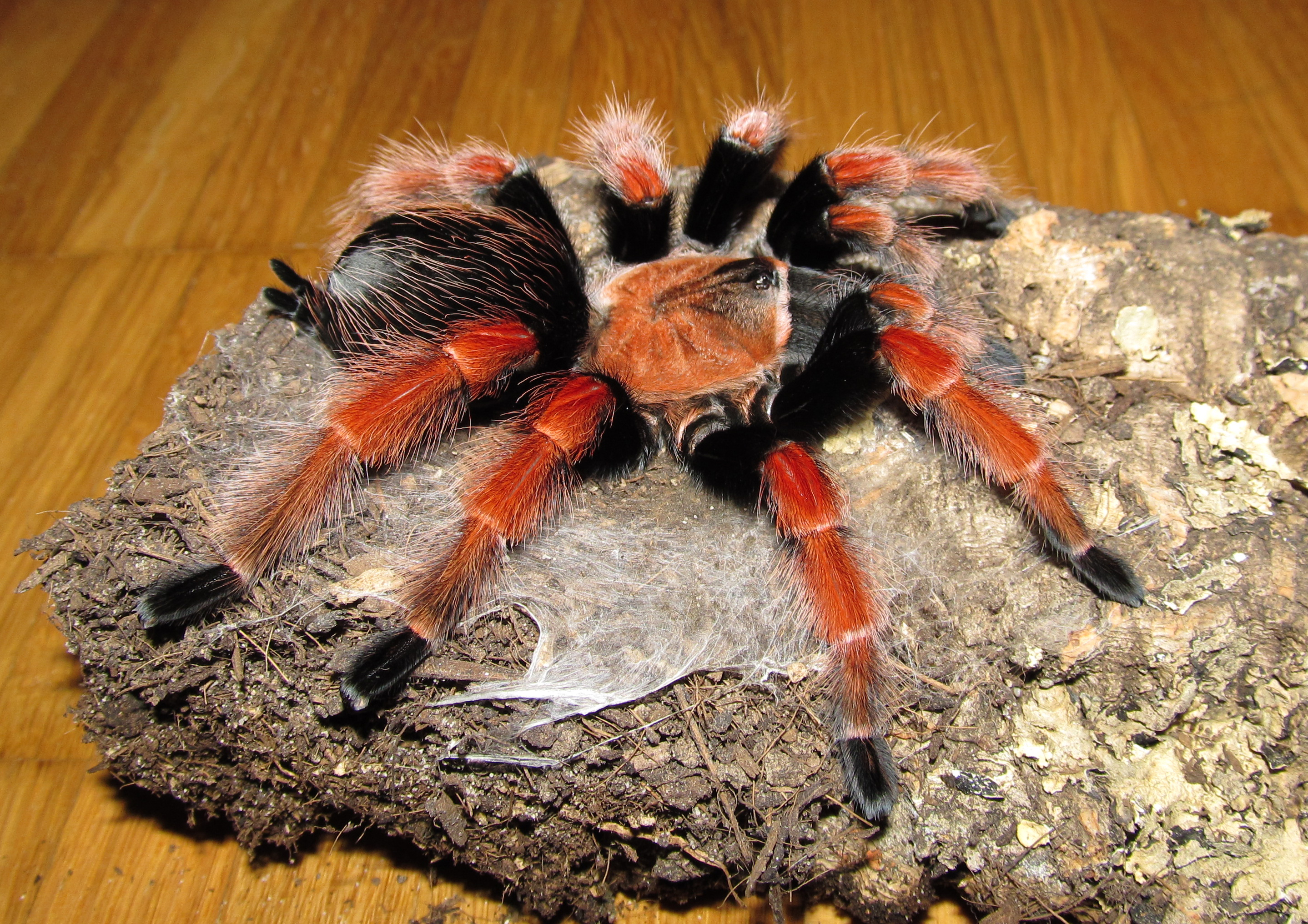
Brachypelma boehmei

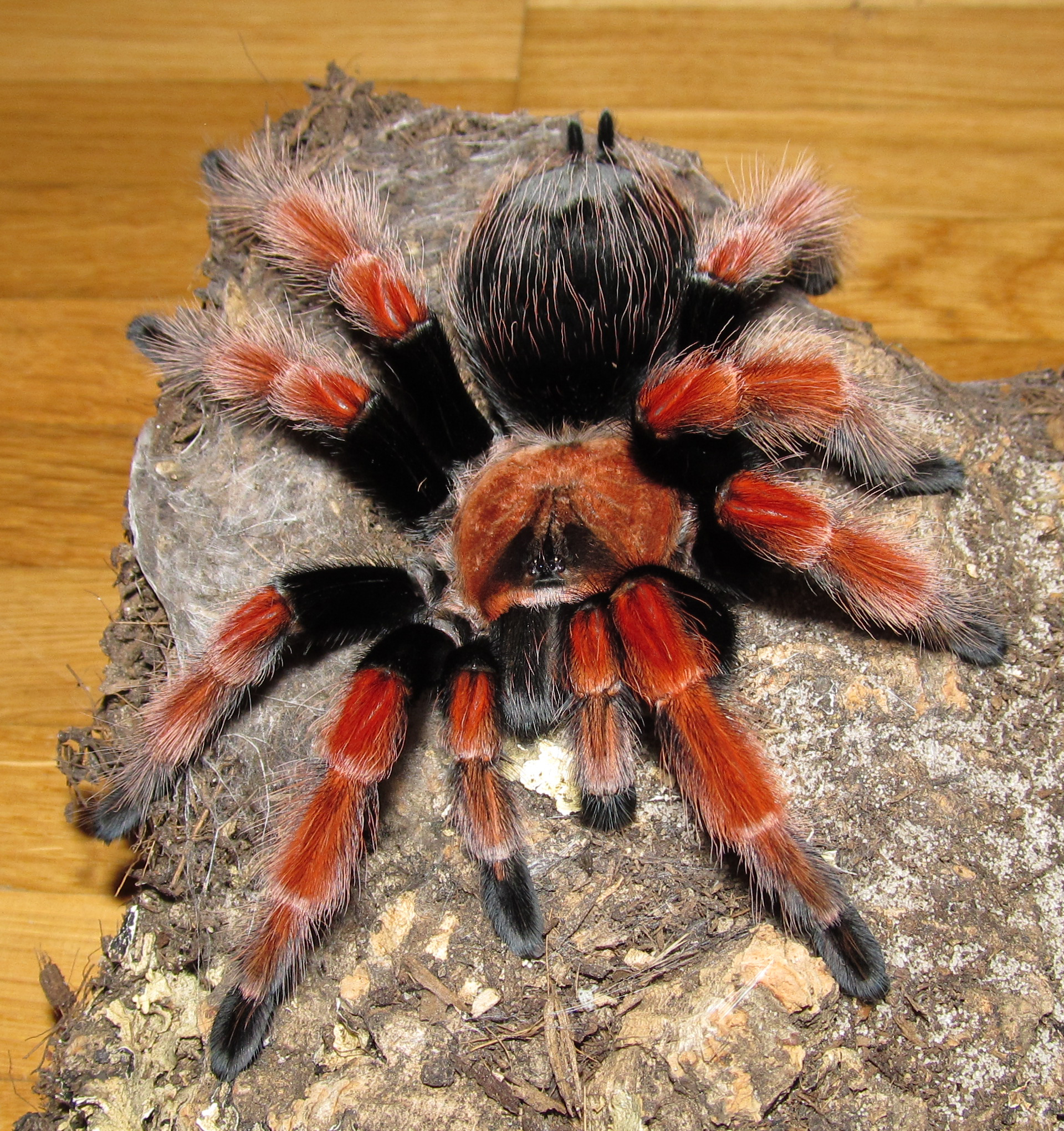
Brachypelma boehmei

Elle a un thorax de couleur claire et un abdomen très sombre. Ses pattes sont noires jusqu'au deuxième segment qui est rouge ou orange. Après la mue, les couleurs sont plus prononcées.
Une femelle adulte peut avoir une envergure de plus de 15 cm, et pèse environ une quinzaine de grammes.
C'est une espèce terrestre étroitement liée à Brachypelma smithi et à la Brachypelma emilia. Elle a une croissance lente, et, comme beaucoup de mygales, les femelles peuvent vivre pendant des décennies.
Elle est très réticente à mordre si elle se sent menacée mais elle peut lâcher facilement ses poils urticants.

## En captivité
Cette espèce se rencontre en terrariophilie.

## Publication originale
- Schmidt & Klaas, 1993 : Eine neue Brachypelma-Spezies aus Mexico Brachypelma boehmei sp. n. (Araneida: Theraphosidae: Theraphosinae). Arachnologisches Magazin, vol. 2, no 7, p. 7-15.